# Митен, Том
Том Митен (англ. Tom Meeten; 30 апреля 1974) — английский комик, актёр и сценарист.

## Биография
Том Митен родился в Нортгемптоне и в 1996 году окончил Sheffield Hallam University.

## Фильмография

### Актёр
- Раз! Два! Три! Умри!(Sightseers)(2012) … Head Shaman
- Роскошная комедия Ноэля Филдинга (Noel Fielding’s Luxury Comedy)(сериал, 2012) … Andy Warhol
- Промоутеры (Weekender) (2011) … Captain Acid
- Хлопушки (Little Crackers)(сериал, 2010 — …) … Rival Dancer
- Руки-ноги за любовь (Burke and Hare) (2010) … Samuel Coleridge
- Миранда (Miranda) (сериал, 2009 — …)
- Как не стоит жить (How Not to Live Your Life) (сериал, 2007—2011)… Graham Length
- Фокусники (Magicians) (2007) … Photographer
- Я хочу конфетку (I Want Candy) (2007) … Sergeant Major
- Молокососы (Skins) (сериал, 2007 — …) … Jesus
- Саксондейл (Saxondale) (сериал, 2006—2007) … Tim
- Просчёт (Blunder) (сериал, 2006) … Various
- Звездные истории (Star Stories) (сериал, 2006—2008) … Chris Martin
- Компьютерщики (The IT Crowd)(сериал, 2006—2010) … Tramp
- The Wingnut Tapes (2005) … Mum; короткометражка
- Skin Deep (ТВ, 2005) … Vince
- Майти Буш (The Mighty Boosh) (сериал, 2003—2007) … Lance Dior, Peppo
- Ant Muzak (2002)… Terry-Lee; короткометражка
- Comedy Lab (сериал, 1998—2011) … Matthew

### Сценарист
- Вот как выглядят Митчелл и Уэбб (That Mitchell and Webb Look)(сериал, 2006—2010)
- Просчёт (Blunder) (сериал, 2006)
- The Wingnut Tapes (2005), короткометражка
- Comedy Lab (сериал, 1998—2011)[2]